# Edelmis Márquez
Edelmis Margot Márquez Richard (Las Tunas, 25 maggio 1964) è un'ex schermitrice cubana.

## Palmarès
In carriera ha conseguito i seguenti risultati:
- Giochi Panamericani:

Indianapolis 1987: argento nel fioretto a squadre.